# Gabriel Tamman
Gabriel Tamman, également connu sous le nom de plume de Gabi Tamman, né le 17 juin 1932 à Alexandrie et mort le 19 juillet 2021 à Zurich, est un homme d'affaires, promoteur immobilier et philanthrope genevois, issu de la communauté juive d'Égypte du début du XXe siècle, qu'il évoque dans deux romans autobiographiques publiés vers la fin de sa vie.

## Biographie

### Débuts
Natif d'Alexandrie, Gabriel Tamman voit son enfance partagée entre Le Caire et Khartoum au Soudan,. Pendant la seconde Guerre mondiale et les années suivantes, il est membre d'un mouvement de jeunesse juive activiste ayant pour mission d'aider les Juifs à quitter l'Égypte face aux difficultés auxquelles ils sont confrontés à cette époque.

### Carrière
Après le « deuxième exode » des Juifs d'Égypte et dans le sillage de la fondation d'Israël et de l'application de lois anti-juives et anti-étrangers, Tamman s'installe à Genève où il crée une entreprise de promotion immobilière. Parmi ses acquisitions notables, on peut citer le Centre commercial de la Confédération, au centre-ville de Genève, qu'il acquiert en 1987 et revend en 2005 pour 200 millions de francs. Il participe à des investissements immobiliers dans le monde entier, y compris en Israël,.

### Philanthropie
Parallèlement à sa vie d'homme d'affaires, Tamman est connu pour son engagement dans des activités philanthropiques notamment aux côtés de l'American Jewish Joint Distribution Committee. En 1990, il crée la Fondation Gabriel Tamman, dont le siège est à Genève. La fondation soutient notamment les Hôpitaux universitaires de Genève. Elle a également soutenu le Centre médical Chaim Sheba, le plus grand hôpital d'Israël, où elle a financé une unité de recherche cardiovasculaire qui porte son nom.

### Dernières années
Gabriel Tamman meurt à Zurich le 19 juillet 2021. À cette occasion , le président Isaac Herzog salue en sa mémoire « un philanthrope aux proportions extraordinaires, un ami proche et engagé de l'État d'Israël, un pionnier et un homme d'affaires remarquable ».

### Famille
Une fois installé en Suisse, Gabriel Tamman épouse une fille d'un ami de la famille prénommée Lina, réalisant ainsi un ancien arrangement souhaité par ses parents. Le couple a trois fils, David, Salomon et Joseph,.
Gabriel Tamman appartient à une famille comprenant plusieurs autres magnats de la finance et de l'immobiler . Il est le frère d'Albert Tamman (1928-2008) propriétaire, avec son fils Charles de l'hôtel Président Wilson à Genève, de Léon Joseph Tamman (1927-1995), lui aussi homme d'affaires et philanthrope fondateur du World Movement for a United Israel (Mouvement mondial pour l'unité d'Israël) et de Renée Tamman (1925-2013),, épouse du financier Nessim Gaon.

## Ouvrages
Gabriel Tamman est l'auteur de deux romans d'inspiration autobiographique. Le plus récent, Exodus Too, paru l'année de sa mort et publié en anglais a fait l'objet d'une revue de l'universitaire canadienne Yolande Cohen, qui lui reconnaît la valeur d'un témoignage intéressant, quoiqu'insuffisamment développé dans ses aspects les plus personnels, sur une facette relativement peu connue de la « tragédie » ayant frappé les communautés juives au sein du monde arabe, concluant son article en ces termes : « Pourtant, compte tenu de la rareté des recherches sur le sujet, je trouve important que de tels mémoires soient publiés, car nous en avons besoin pour témoigner de cette tragédie encore largement méconnue. » (« Yet, considering the scarcity of research on the subject, I find it important that such memoirs are published, for we need them as witness to this yet mostly unknown tragedy »).
- Talisman, Paris, La Compagnie Littéraire, 2011, 374 p. (ISBN 978-2-87683-304-3). Une version anglophone est publiée sept ans plus tard sous le nom de plume de Gabi Tamman :  (en) Raphael : Power of the Amulet, Kindle, 2018, 384 p. (ISBN 1543491146))
- (en) Exodus Too : The Story of an Ordinary Egyptian Jewish Family in Extraordinary Times, Vallentine Mitchell & Co Ltd, 2021, 216 p. (ISBN 978-1912676804)